# بلاكس هاربور (نيو برونزويك)
بلاكس هاربور (بالإنجليزية: Blacks Harbour, New Brunswick)‏ هي قرية تقع في كندا في Charlotte County. يقدر عدد سكانها بـ 982 نسمة ومساحتها 8.90 كم2 .